# ソニックX
『ソニックX』（ソニック・エックス）は、2003年4月6日から2004年3月28日までテレビ東京系列で放送されたゲーム『ソニックシリーズ』を題材にしたテレビアニメ。ソニックチーム監修の下、日本で製作された同シリーズの初のテレビアニメ作品となる。

## 概要
全52話。放送終了後に第2期（第53話以降）が制作され、合わせて全78話となったが、第2期は当時日本国内では放送されなかった（後述）。
アニメーション制作は『バーチャファイター』の制作に携わったトムス・エンタテインメント（旧：東京ムービー）が担当。
ゲームシリーズのキャラクターは『ソニックアドベンチャー』以降の設定で登場し、日本版の声優陣も基本的にソニックアドベンチャーシリーズから引き継がれている。一方、4キッズ版の英語吹き替えでは本作を機に声優陣が一新され、ゲーム版でも『ソニック ラッシュ』『シャドウ・ザ・ヘッジホッグ』からは4キッズ版の声優に変更されることになる。
この他、本作のオリジナルキャラクターも多数登場する。一部のキャラクターはトムスが過去に制作したテレビシリーズ『緊急発進セイバーキッズ』からの出演となっている。
ソニックの世界はパラレルワールドという設定になっているが、クリスの世界は現実世界に近い設定になっている。第1期はクリスの世界が舞台で、シャドウやカオティクス事務所の面々の出番は限定的だが、第2期ではソニックたちの世界が舞台となり、原作キャラクターの出番が増えた反面、現実世界からのレギュラーはクリスのみとなる。
ストーリーはアニメオリジナルのものが中心だが、第27話から第32話では『ソニックアドベンチャー』及び『ソニックアドベンチャーDX』、第33話から第38話では『ソニックアドベンチャー2』及び『ソニックアドベンチャー2 バトル』のゲーム内容を踏襲し、第42話から第46話では『ソニックバトル』をベースにしている。その他、第39話は『ソニックヒーローズ』の宣伝も兼ねたものとなっている。

## あらすじ
第1期
伝説の7つの宝石カオスエメラルドを巡り、悪の天才科学者Dr.エッグマンと激闘を繰り広げていたソニックたち。その戦いの最中、カオスエメラルドが揃ったことによって発生した大規模な時空の歪み（カオスコントロール）に巻き込まれ、ソニックたちは彼らの住む世界によく似た別の世界（人間の世界：地球がモチーフ）に飛ばされてしまった。
ソニックは一緒に飛ばされてきた仲間たちやその世界で出会ったクリスたちの力を借りて「世界征服できるならどこでもいい」と世界征服を始めたDr.エッグマンに立ち向かっていく。
第2期
宇宙から現れた謎の機械生命体メタレックス。その襲撃により、7つのカオスエメラルドは宇宙に飛散し、ソニックたちの星は生命の源であるプラネットエッグを奪われてしまった。時を同じくして宇宙から飛来した少女・コスモからメタレックスの野望を知らされたソニックは、いつもの仲間たち、コスモ、そして自ら開発した転送装置を使ってソニックたちの世界へやってきた18歳のクリスと共に、宇宙船「ブルータイフーン号」に乗って、メタレックスの野望を阻止すべく宇宙へと旅立つ。

## 登場人物
各キャラクターに記述されている年齢などのプロフィールはいずれもアイキャッチのキャラ紹介より。

### ソニックと仲間たち
原作ゲーム登場キャラクターの設定についてはそれぞれの項目も参照のこと。
ソニック・ザ・ヘッジホッグ（Sonic the Hedgehog）声優 - 金丸淳一
種別：ハリネズミ / 性別：男 / 身長：100cm / 体重：35Kg / 年齢：15歳 / 走る速さ：超音速
原作シリーズ同様に主人公。音速で走ることができるが、水が苦手で筋金入りのカナヅチ。普段はクリスの家のガレージ2階の小部屋にテイルスたちと居候している。
本作ではリングを手にすることでスピンアタックを繰り出せるようになるという設定。また、原作と同様に7つのカオスエメラルドの力でスーパーソニックに変身することが可能である。第2期の中盤ではダークオークによってクリスとコスモを傷つけられ、怒りによって全身を真っ黒にしたダークソニックに変身したこともある。
エッグマンとは敵対関係だが、エッグマンや仲間たちが思っているほど敵視している様子もなく、むしろそれゆえの信頼関係を持っている。
最初はゲーム本編に輪をかけて年齢の割に成熟した性格でクリスを支えていたが、20話以降はやんちゃさを発揮するようになった。
クリストファー・ソーンダイク（Christopher Thorndyke）声優 - 小林沙苗（12歳時）、森田成一（18歳時）
種別：人間 / 性別：男 / 身長140cm（12歳時）→170cm（18歳時） / 体重：35Kg（12歳時）→57Kg（18歳時） / 年齢：12歳→18歳 / 好きな物：動物
アニメオリジナルキャラクター。愛称は「クリス」。一人称は「僕」。人間の少年で、自宅のプールに落ちてきたソニックを助けたことがきっかけでソニックと仲良くなり、ソニックたちと触れ合うことで成長していく。
一方で、多忙な両親に構ってもらえない家庭環境からいつしかソニックに依存するようにもなり、1期終盤では人間世界の危機を無視した行動に出てしまう。
第2期で18歳になった彼は、自身が開発した転送マシンを用いてソニックの世界へとやってくる。転送時のエラーにより12歳の姿に戻ってしまうが、ソニックたちと共にメタレックスに立ち向かう。
また、次回予告のナレーションも担当している。
マイルス "テイルス" パウアー（Miles "Tails" Prower）声優 - 広橋涼
種別：キツネ / 性別：男 / 身長：80cm / 体重：20Kg / 年齢：8歳 / 特技：二本のシッポを回転させて空を飛ぶ / 趣味：機械いじり・メカの操縦
2又のシッポを持つ子狐でソニックの一番の相棒。トルネード2を改造したXトルネードを操縦する。その才能や頭脳はDr.エッグマンにひけをとらない。
第2期では宇宙船ブルータイフーンを製造し艦長となる。コスモと心を通わせるが、最終決戦でダークオークを倒す代償にコスモが死亡してしまい、彼の中で深い傷となる。その後、彼女の死後に残された白い種を自宅の植木鉢に植えて育てている。
エミー・ローズ（Amy Rose）声優 - 川田妙子
種別：ハリネズミ / 性別：女 / 身長：90cm（エピソード50では90.0cm） / 体重：ヒミツ!（エピソード50では括弧がつけられている） / 年齢：12歳 / 好きな物：ソフトクリーム / 嫌いな物：退屈（エピソード50ではひらがなで表記） / 特技：カード占い・ダウジング・ピコピコハンマー（エピソード50ではピコピコハンマーのみ）
シリーズ通りの本作のヒロイン。ソニックのことが大好きで、いつも追い掛け回しているハリネズミの女の子。本人曰く「ソニックのガールフレンド」だが、当のソニックからは苦手意識を持たれている。巨大なピコピコハンマーを隠し持っている。本作では原作シリーズのコギャルらしさはあまりなく、女の子らしい面や怒らせると怖い勝気な面がより強調された。
ナックルズ・ザ・エキドゥナ（Knuckles the Echidna）声優 - 神奈延年
種別：ハリモグラ / 性別：男 / 身長：110cm / 体重：40Kg→25Kg（エピソード46） / 年齢：16歳 / 好きな物：フルーツ / 嫌いな物：強い日差し / 特技：穴掘り・壁登り・滑空・パンチ（エピソード46ではパンチ攻撃）
シリーズ通りのソニックのライバルというより悪友。古代戦闘民族「ナックルズ族」の末裔であるエキドゥナ族の最後の生き残り。トレジャーハンターでマーシャルアーツの達人でもあり戦闘能力は高い。純粋な心の持ち主で騙されやすく、本人はそのことを気にしている。またエッグマンだけではなく、周りの仲間からも弄られることがしばしばある。本作では三枚目の役回りだが、回を追うごとに三枚目ぶりに拍車が掛かる。
クリーム・ザ・ラビット（Cream the Rabbit）声優 - あおきさやか
種別：ウサギ / 性別：女 / 身長：70cm / 体重：12Kg / 年齢：6歳 / 好きな物：TV とくに「ネクストショー」
礼儀正しく、何事にも一生懸命で好奇心旺盛なウサギの女の子。好きなテレビの「ネクストショー」をよく見ている。1期ではソニックたちが冒険に出ている時もクリスの家で留守番をすることが多かったが、2期から前線に立つことも増えた。また本作ではアドベンチャーシリーズに当たるストーリーにも登場している。
チーズ（Cheese）声優 - 広橋涼
種別：チャオ / 性別：不明 / 身長：40cm / 体重：不明 / 年齢：不明 / 好きな食べ物：椰子の実
クリームの「友達」のチャオ（「ペット」扱いされるとクリームと共に憤慨する）。赤い蝶ネクタイがトレードマーク。「チャオ」としか喋れないが、クリームは彼が何を言っているのか分かるようである。
コスモ（Cosmo）声優 - 小桜エツ子
性別：女 / 身長：90cm / 体重：15Kg / 特徴：体がとても軽い / 嫌いな物：メタレックス / 好きなこと：ひなたぼっこ
第2期に登場するアニメオリジナルキャラクター。メタレックスに滅ぼされたコスモ族最後の生き残り。献身的だが少々ドジな女の子。
実はメタレックスのスパイに仕立てられており、頭部に埋め込まれたホワイトシードを介して自分の視覚や聴覚がメタレックスに送信され、ソニックたちの行動が筒抜けになっていた。そのことを突き止めたシャドウに暗殺されそうになった後、ダークオークに事実を知らされショックを受けるが、改めてソニックたちの仲間として迎えられた。
最終決戦では黒い球体となったダークオークが暴走し、スーパーソニックが手も足も出なくなり、なすすべもなく宇宙が滅ぼされそうになったが、亡き母の声を聞いて自分にできることを感じ取り、ダークオークと同化する。同化した彼女は、自分ごと撃つようにテイルスに伝え、彼女を犠牲にすることを迫られショックを受け涙するテイルスに「迷惑ばかりかけてごめんね…」と謝罪した後、テイルスの叫びと共にソニックドライバーが発射され、ダークオークを倒すと同時に死亡した。これにより、コスモ族は全滅することとなった。彼女の死はテイルスの心に深く傷を与えた他、ソニックや仲間たちにも傷を残した。その後は白い種が残り、テイルスの自宅の植木鉢に植えられた。そして、ソニックの星に彼女の墓も建てられた。

### Dr.エッグマン一味
エッグマンの手下は全員アニメオリジナルキャラクター。
Dr.エッグマン/イーヴォ・ロボトニック （Dr. Eggman）/（Ivo Robotnik）声優 - 大塚周夫
種別：人間 / 性別：男 / 身長：185cm / 体重：128Kg / 年齢：不明 / 血液型：B型 / IQ：300 / 好きな物：メカ（エピソード49では好きな物の項目が消え、本名が「ロボトニック」と表記されている）
ソニックの最大にして永遠のライバルを自称する悪の科学者。天才を自称しているだけにIQは高いが、何度ソニックに負けても決して世界征服をあきらめない。典型的な「悪役」（「悪人」ではない）で、卑怯なことはするが手下のロボットと漫才のような会話を繰り広げたり、たとえソニックに勝てそうになってもトドメを刺さずに返り討ちにあったりする。ソニックの世界から転送されてきたが、元々はクリスの世界の出身である。本作では野球好きや料理が苦手という一面を見せている。コミカルな場面が多い一方で、怒りと憎しみで我を失いかけたソニックを説得したり、ソニックとずっと一緒にいたいクリスを説教したりするなど悪役らしからぬ行動も散見される。第2期では哲学的で意味深な発言が多くなっている他、後半からは共通の敵が出現したことによりいつの間にかソニック達の仲間となっている。
デコー（Decoe）声優 - 山口健
種別：エッグマンロボ / 性別：? / 年齢：? / 身長：198cm / 体重：200Kg / 好きな物：きしめん、ういろう
Dr.エッグマンの手下ロボットで名古屋弁を話す。金色の長身で胸に凸（でこ）のマークがある。マヌケな面を見せることが多いが、エッグマンのボディーガードを兼ねていることもあり戦闘能力は高い。エッグマンと一緒にいるときは悪事に加担するが、そうでもない場合はボコーと同じく優しい性格のようで、善い行いをする事を気持ちがいいと喜んでいた。エピソード48でボコー共々一度エッグマンに置いてけぼりにされて主従関係をやめたが、エピソード49でクリスをエッグマンのところへ案内する形で結果的にエッグマンのもとへ戻った。
過去にトムスが1991年に制作した『緊急発進セイバーキッズ』に登場した、Dr.バグの手下ロボット「イプシロン」と同じキャラクターデザインとなっており、イプシロンとは同一の声優が演じている。
ボコー（Bocoe）声優 - 島田敏
種別：エッグマンロボ / 性別：? / 年齢：? / 身長：145cm / 体重：220Kg / 好きな物：からしめんたいこ
Dr.エッグマンの手下ロボットで博多弁を話す。銀色の小柄で胸に凹（ぼこ）のマークがある。デコーの弟的存在。デコー同様主人のエッグマンにこき使われて苦労が絶えないが、なんだかんだで仲良くやっている。
デコー同様『緊急発進セイバーキッズ』に登場したDr.バグの手下ロボット「オメガ」と同じキャラクターデザインとなっている。
ボックン（Bokkun）声優 - 小林由美子
種別：エッグマンロボ / 性別：? / 年齢：? / 身長：50cm / 体重：20Kg / 特技：Dr.エッグマンからのメッセージを伝えること。爆弾を爆発させること。その他。
エッグマンからのメッセージをソニックたちのもとに運ぶロボット。小悪魔のような外見をしており、外見に違わず悪戯少年のような性格をしているが、寂しがり屋な一面もあり、時には泣いたりソニックのことを応援したりなどの一面も見せる 。メッセージ終了時に「メッセージ終了後、自動的に○○する」と映像内で指示された行動をする。語尾に「〜じょ」、悪戯成功時などには「ばーか!」が口癖。日本語版では仲間に「メッセンジャーロボ」と呼ばれることが多く、エミーからは名前があったことに驚かれていた。第2期では何者かに好意を持っており、その人物の写真が入ったペンダントの存在をルージュに知られ、彼女に好きなように利用されてしまう。最終話のラストでその人物がクリームであると判明した。

### クリスの家族
いずれもアニメオリジナルキャラクター。
チャック・ソーンダイク（Chuck Thorndyke）声優 - 島田敏
種別：人間 / 性別：男 / 身長：165cm / 体重：60Kg / 年齢：72歳→78歳 / 好きな物：メカ、ベースボール
クリスの祖父で発明家。歳不相応な好奇心と行動力を持つ、クリスやテイルスの良き理解者。テイルスと一緒にメカを開発してソニックたちをサポートし、1期最終話では年の離れた友人として、テイルスにあるサプライズプレゼントを贈る。エッグマン同様野球好きで、エッグマンと互いの立場を忘れて野球対決でヒートアップした場面も。
ネルソン・ソーンダイク（Nelson Thorndyke）声優 - 山口健
種別：人間 / 性別：男 / 身長：180.0cm / 体重：82.5Kg / 年齢：42歳→48歳
クリスの父で、チャックの息子。アメリカで70%ものシェアを持つ電化製品兼機械製造会社の社長を務め、忙しい毎日を送っているので、一人っ子のクリスに寂しい思いをさせているのではないかと心配し過ぎるほど「親バカ」と呼ばれるかなりの間抜け。クリスが行方不明になったときはGUNに捜索させようとするところを、チャックに制止されることもあった。日本語版ではチャックに対しては敬語で接している。
リンゼー・ソーンダイク（Lindsey Thorndyke）声優 - 進藤尚美
種別：人間 / 性別：女 / 身長：170.0cm / 体重：シークレット / 年齢：36歳→42歳
クリスの母で、世界的に有名な大女優。ネルソン同様に忙しい毎日を送っており、夫と同じく息子思いの親バカ。ソニックたちのことをいつまでも「着ぐるみ」と信じて疑わない。筋金入りの料理音痴。
サム・スピード（Sam Speed）声優 - 田中総一郎
通称：その時の気分によって変わる / 性別：男 / 身長：183cm / 体重：80Kg / 年齢：30歳→36歳 / 好きな物：スピード
クリスの叔父で、リンゼーの弟。F1マシン張りのマシンを操る超高速機動警邏隊「Sチーム」のリーダーを務める。私生活でも「自分は何もかも速い（早い）」と自称するほど（結婚するのも早かったが離婚するのも早かったなど）、かなりせっかちな性格。自分より速いソニックを勝手にライバル視し、最初はソニックもしぶしぶ付き合っていたが、後半になると良きライバル関係を築いていた。
エラ（Ella）声優 - くじら
種別：人間 / 性別：女性 / 年齢：37歳→43歳 / 身長：163cm / 体重：102Kg / 好きなこと：歌を歌うこと
ソーンダイク家の家政婦。ネルソンとリンゼーは不在なことが多く、実質的に彼女がソーンダイク家を切り盛りしている。料理の腕はかなりのもので、エミーに料理を教えたりしている。大柄な体格なこともあってチャーミーから「怖そうなのがいるよ」と言われたこともあるが、普段は温厚な性格。しかし、怒らせると本当に怖い。
エドワード・タナカ（Edward Tanaka）声優 - 今村直樹
種別：人間 / 性別：男性 / 年齢：35歳→41歳 / 身長：175cm / 体重：72Kg / 特技：武道（特に空手）
通称ミスター・タナカ。ソーンダイク家の執事。好きなテレビ番組はサムライ・ムービー（時代劇）。空手が特技なだけあって政府のエージェントを簡単にあしらう実力はあるが、エッグマンのメカに戦いを挑んだときはあっさりと負けてしまった。普段は無愛想だが、爆弾解除をしてステーションスクエアを救った英雄となったテイルスを逃がすために赤ん坊に変装するなど、お茶目な一面も見せる。

### クリスのクラスメート
いずれもアニメオリジナルキャラクター。
ヘレン（Helen）声優 - 日髙のり子
11歳→17歳、126cm→162cm、36Kg→48Kg。クリスのクラスメートで、常に車椅子に乗っている金髪の少女。当初は内気な性格だったが、ソニックと出会ったことで明るくなり、大人になってからはクリスに想いを寄せている様子を見せており、クリスも彼女を特別な人として見ている節が見られた。
ダニエル（Daniel）声優 - 進藤尚美
11歳→17歳、125cm→170cm、40Kg→68Kg、好きなことはXトルネードに乗ること。愛称「ダニー」。クリスの親友でバスケットボールが得意なアフリカ系の少年。大人になっても変わらずクリスとは親友として交流を深めている。
フランシス（Francis）声優 - 塩山由佳
11歳→17歳、125cm→155cm、40Kg→52Kg。クリスの友達で、そばかすが特徴の元気で活発な女の子。せっかちな性格をしている。大人になってもクリスたちとの友人関係を築いている。

### カオティクス探偵事務所
カオティクス探偵事務所のメンバーも元々ソニックと同じ世界に住んでいたが、カオスコントロールによってソニックと同じく、人間が住む世界に飛ばされてきた。
キャラクター設定は2003年12月30日発売の『ソニックヒーローズ』以降のものなっているが、発売2日前に先行登場する形となった。1期では39話にしか登場していないが、第2期にも登場する。
ベクター・ザ・クロコダイル（Vector the Crocodile）声優 - 三宅健太
20歳、180cm、200Kg、特技は推理、好きな物はお金、バンド演奏、嫌いな物は事務所の大家。カオティクス探偵事務所の所長を務めているワニ。推理力が強いが、紹介文によると事務所の大家が苦手。思い込みの激しい行動が目立ち、ソニックたちをクリームの誘拐犯と勘違いした。
チャーミーがどこからともなく持ってきたソニックXのDVDを見て、自分たちと同じくカオスコントロールでこの世界にやってきたソニックたちの存在を知ることになる。クリームの母のヴァニラに好意を抱いている。
エスピオ・ザ・カメレオン（Espio the Chameleon）声優 - 増田裕生
16歳、110cm、36Kg、特技は忍術、好きな物は修行、嫌いな物は曲がったこと。事務所のご意見番のカメレオン。
ベクターを止める突っ込み役だが、逆に暴走に巻き込まれることが多く酷い目によく遭う。
カメレオンだけあって、周りの風景に溶け込んで瞬間移動することが可能。その他にも忍術のような技をいくつか持つ。
なお、他のキャラクターとは異なり、彼とベクターのプロフィールはアイキャッチではなく、本編中に明かされている。
チャーミー・ビー（Charmy Bee）声優 - 鉄砲塚葉子
カオティクス探偵事務所に籍を置くミツバチ。
6歳、70cm、10Kg、好きな物ははちみつたっぷりの花、嫌いなものは退屈、特技は遊ぶこと。情報収集が担当。基本的に中立的な立場を取る。

### その他の人物
シャドウ・ザ・ヘッジホッグ（Shadow the Hedgehog）声優 - 遊佐浩二
Dr.エッグマンの祖父であるプロフェッサー・ジェラルドによって造られ、軍によって最高機密として封じられていた究極生命体で後のソニックの永遠のライバル。年齢不詳、100cm、35Kg、好きな物はなし、嫌いな物は人類全て、特技はカオスコントロールとカオススピア。
外見のみならず、能力もソニックとほぼ同じで、スピンアタックやスーパー化することが可能。また、「カオススピア」という黄色い矢のような閃光を放つ独自の技を持つ。カオスコントロールでワープすることが可能。手足に付いている金色のリングは彼の力を抑えるリミッターである。
第2期では原作とは異なる形で蘇り（ただし原作同様に記憶喪失状態）、メタレックスとの戦いに関わっていく。ソニックと合流した後は本作の準レギュラーとなる。
ルージュ・ザ・バット（Rouge the Bat）声優 - 落合るみ
セクシーな女コウモリ。18歳、105cm、体重はシークレット、特技はスクリューキック、好きな物は宝石。ソニックやナックルズに劣らない戦闘能力を持つ。パンチが得意なナックルズと反対にキックが中心で、「スクリューキック」が得意技。宝石専門のトレジャーハンター。大統領から国立博物館に展示されていた宝石を盗んだ罪をなくす代わりに政府直属のエージェントに任命される。
カオスエメラルド争奪武道会にてテイルスと試合で戦った際、キス攻撃で彼を骨抜きにするなどセクシーキャラの面目躍如というべき姿を見せた。
ヴァニラ・ザ・ラビット（Vanilla the Rabbit）声優 - あおきさやか
クリームの母親。130cm。クリームと同様に礼儀正しくおっとりした性格だが躾には厳しい。クリームの口調も彼女譲り。
ビッグ・ザ・キャット（Big the Cat）声優 - 長嶝高士
のんびりとした性格の巨大猫。18歳、200cm、280Kg、好きな物はカエル、好きな食べ物は魚。いつものんびりでおっとりしており、親友のカエルくん（声優 - 麻生智久）と共に暮らしている。よく湖畔で釣りをしている。2期では登場しない。
ガンマ（E-102 "γ"/Gamma）声優 - 今村直樹
エッグマンが開発したE-100シリーズロボット2番機。215cm、825．256Kg。
カオス（Chaos）
マスターエメラルドに封印されていたチャオの突然変異体。マスターエメラルドの破壊により現代に復活。カオスエメラルドを取り込む事で、大きさと強さが増す。ナックルズから奪った6つとクリスの拾ったカオスエメラルドを取り込んで、パーフェクトカオス (Perfect Chaos) と化してしまう。本来は温厚な性格であり、チャオを守り平和に暮らしていた。古代エキドゥナ族の族長の娘であるティカルに心を開いていたが、あるとき族長パチャカマ率いるエキドゥナ族がティカルの制止を振り切って祭壇を襲撃。チャオ達の命を奪われた際に怒りと悲しみに支配されてしまい、カオスエメラルドを吸収して暴走し、エキドゥナ族を滅ぼした。スーパーソニックに敗れて破壊衝動を失ったカオスはチャオ達と再会を果たし、ティカルの魂に導かれ共に姿を消した。
その後は再びチャオ達の守り神として暮らしている。
エメル（Emerl）
身長110cm、14Kg。他者の技をコピーして強くなる能力を持つロボット。正体は古代の戦闘マシーン「ギゾイド」。ゲーム『ソニックバトル』に登場するキャラクター。
クリームとチーズにクリスの家の付近で拾われた後、暫くクリスの家に滞在する。その後、ソニックバトルに参戦したが、カオスエメラルドの力で暴走してしまう。最後はクリームとチーズに倒され海に沈んでいった。
スチュワート（Stewart）声優 - 中尾みち雄
アニメオリジナルキャラクター。突如赴任してきたクリスの担任教師だが、実の正体は政府直属のスパイ式エージェントで、クリスやソニックたちの動向を監視、観察し、ソニックたちの秘密を探るために派遣された。エッグマンが作ったロボットのE-51が代理教師になって人気を博した際には「校長先生に言いつけてやる」と悔しがったが、これが彼の素の性格か演技かは不明。エッグマンのスパイ活動を成り行きで一緒にすることになった際は、責任感を持って振る舞い、政府の指示を無視して教師としての使命を果たそうとする場面も見られた。葛藤に苦しむクリスを説得する場面もあった。1期中盤では、政府の指示で教師を解任され、ジャーナリストへと鞍替えした。
マイケル・K（Michael K.）声優 - 麻生智久
アニメオリジナルキャラクター。クリスたちの国における大統領。エッグマンの脅しに屈するなど少々頼りない性格だが、ソニックがいる世界の地球との干渉による時間停滞化現象を解決するために厳しい決断を取るなど、素質に見合った行動と選択を行なった。一方で英雄のソニックと子供時代に思い描いた大統領の理想像を重ねたり、ナックルズを煽っておだて、自身も格闘技大会に出場するなど、お茶目でユーモアのある一面も見せる。
トパーズ（Topaz）声優 - 疋田由香里
アニメオリジナルキャラクター。大統領直属の女エージェント。最初は仕事としてルージュの相棒となっていたが、次第に打ち解けて休日に一緒に行動し、ルージュが元の世界に帰る際に宝石をプレゼントされるなど、友情を深めていた。とあるきっかけで、タナカに好意を抱くようになる。
スカーレット・ガルシア（Scarlett Garcia）声優 - 塩山由佳
アニメオリジナルキャラクター。32歳、167cm、58Kg。テレビ局SSTVの人気敏腕レポーターでジャーナリスト。
Dr.アツミ（Dr. Atsumi）声優 - 佐原健二
アニメオリジナルキャラクター。65歳、180cm、72Kg、本名：アツミ・ジュン。世界のへそと言われている島の謎を調べる考古地球物理学者。
ホーク（Hawk）声優 - 大西健晴
アニメオリジナルキャラクター。173cm、92Kg。
ティカル（Tikal）声優 - 麻生かほ里
14歳、95cm、体重は不明。古のナックルズ族長の娘。カオスと心を通わせていたが、パチャカマが祭壇に攻め入った際に暴れ狂うカオスを止めるために自らの魂諸共カオスをマスターエメラルドに封じ込めた。
パチャカマ（Pachacamac）声優 - 中嶋聡彦
エキドゥナ族の権威拡大を目論む古のナックルズ族長。
プロフェッサー・ジェラルド・ロボトニック（Prof. Gerald Robotnik）声優 - 大塚周夫
史上最高とうたわれた天才科学者で、Dr．エッグマンの祖父。170cm、88Kg。
マリア・ロボトニック（Maria Robotnik）声優 - 白鳥由里
プロフェッサー・ジェラルドの孫娘で、Dr．エッグマンのいとこにあたる。12歳、140cm、32Kg。
ジェローム・ワイズ（Jerome Wise）声優 - 服巻浩司
アニメオリジナルキャラクター。42歳、175cm、68Kg。元大統領補佐官。汚職がばれてクビになった。
クリスティーナ・クーパー（Christina Cooper）声優 - 泉久実子
アニメオリジナルキャラクター。38歳、170cm、50Kg。現大統領補佐官。頭がよくて冷静。
ミランダ·カーティス（Miranda Curtis）声優 - 陰山真寿美
アニメオリジナルキャラクター。32歳、173cm、59Kg。ネルソンの有能な秘書。
エマー・ジョンソン（Elmer Johnson）声優 - 杉野博臣
アニメオリジナルキャラクター。62歳、185cm、92Kg。プロ野球チーム「ダイアモンズ」の名監督。
モリー（Molly）声優 - 小島幸子
アニメオリジナルキャラクター。第2期に登場。シャドウが出会ったマリアと顔が似たレジスタンス軍の女性。ダークオークに一矢報いれる存在としてシャドウへ友好的に接しており、シャドウも彼なりのやり方で彼女を気をかけていたが、ダークオークの艦隊に戦闘機で捨て身の特攻攻撃を行い爆死する。海外版では最期のシーンがカットされ、生死不明扱いとなっている。
アーシア（Hertia）声優 - 根谷美智子
アニメオリジナルキャラクター。コスモ族穏健派のリーダーの女性。ルクスの恋人。ムーバ化阻止のリミッターを開発したのも彼女である。星を見捨て新天地を探すと言ったが内心では母星に必ず戻ることを夢見ていたが、ルクスの暴走により、母星のプラネットエッグをムーバ化の為に消費してしまい不毛の惑星と化す。その後ルクスを見捨て離脱後は自らがムーバ化して船の動力源になる。彼女の最後の子が「コスモ」であり名の由来は一族の危機を救う希望の子だからである。

### メタレックス
全員アニメオリジナルキャラクター。
ダークオーク（Dark Oak）声優 - 中田譲治、小西克幸（青年期）
身長：2.0m / 体重：270Kg
2期の黒幕で機械生命体「メタレックス」のリーダー。ソニックに対抗意識を抱かせるほど高い戦闘能力を持ち、スーパー化したソニックにすら痛手を負わすほど。刀を武器に戦う。ソニックを「光操つりし者」、「獣の勇者」と呼ぶ。彼の正体はコスモの同族であるコスモ族の男性で、本名は「ルクス」（Lucas）。
かつて、侵略者（コスモ族は獣どもと呼んでいた）の存在を許せず宇宙の平和の為ならどんな手段も選ばず、たとえ自分達の母星を犠牲にしてもかまわない合理的精神の持ち主。恋人のアーシアや他のコスモ族のことを愛していたのは本物であるであったが、アーシアと他のコスモ族によって見捨てられ、見捨てられた怒りによって彼らを憎むようになってしまい、ダークオークとしてメタレックスと化した。
最終決戦で黒い球体（かつてコスモ族を滅ぼしたTHE ENDに酷似している）へと進化を遂げて暴走し、スーパーソニックもなすすべもなかったが、彼を止めようと立ち向かった力を解放したコスモと同化したことで暴走を止められ、最後はソニックドライバーで倒され消滅した。
レッド・パイン（Red Pine）声優 - 大塚芳忠
機械生命体「メタレックス」の四天王の一人。大量のメタレックスを束ねてソニックたちをピンチに追い込む。
ペール・ベイリーフ（Pale Bay Leaf）声優 - 小杉十郎太
機械生命体「メタレックス」の四天王の一人。ブラック同様に残忍な性格だが、自信過剰家なところがあり、その結果エッグマンの策略にまんまと引っかかってしまう。
ブラック・ナルキッソス（Black Narcissus）声優 - 成田剣
機械生命体「メタレックス」の四天王の一人。残忍で冷酷な性格で、クリスたちを危険な目に遭わせたことから、ソニックを本気で怒らせ、ダークソニックに覚醒させる。
イエロー・ゼルコヴァ（Yellow Zelkova）声優 - 斎藤志郎
機械生命体「メタレックス」の四天王の一人。かなりの怪力を持つが頭の回転は悪く、ナックルズをハリネズミと何度も間違える。

## 作中用語
ステーションスクエア（Station Square）
クリスたちが住む世界にある都市。アメリカ合衆国にある。ただ、基本的には第1期の舞台はアメリカ合衆国やステーションスクエアだが、エピソード17にて中国の旧市街地らしき場所が登場しており、またエピソード22では雷門や京都の城下町が登場している。
カオスエメラルド（Chaos Emerald）
ソニックたちの世界に存在する宝石。大きさは大人の握り拳ほどある。「奇跡の宝石」と呼ばれ金、白、紫、赤、緑、青、水色の計7つ存在し揃えると強大な力が発生する。そのため常に争奪戦の対象になっている。
エピソード45では赤のカオスエメラルドを景品とした、トーナメント方式のソニックバトルまで開催された。
カオスエメラルド自体は、他の星から来た異星人達（チャオやカオスの先祖）によりソニックたちの星に持ち込まれた物で、よその星でも伝説や言い伝えとして残っている。またコスモやメタレックスにも「とてつもなく大きな力を持つ7つの宝石」の伝説として伝わっている。
マスターエメラルド（Master Emerald）
ソニックたちの世界に存在する巨大な宝石。カオスエメラルドを凌駕する大きさでカオスエメラルドをコントロールできる。マスターエメラルドは常にナックルズに守られておりエキドゥナ族である彼にしか制御できない。
第2期ではカオスエメラルドの代わりに、ブルータイフーンの動力源にされた。
クリスの世界にも、同じようにマスターエメラルドは存在しており、転送装置のエネルギーとして使われていたが、転送装置のエラーにより、クリスのデータの一部がソニックの世界のマスターエメラルドに吸い上げられてしまい12歳に戻ってしまったことがエピソード76で判明する。
カオスコントロール（Chaos Control）
カオスエメラルドのエネルギーによって発生する現象。本作ではカオスエメラルドが7つ揃った際に、爆発するような形で発動した。ソニックやシャドウは意図的に発動することができ、瞬間移動や一時的な時間停止が可能。
GUN
本作ではアメリカ合衆国軍の通称。
ソニック現象（フリーダムムーブメント〈Freedom Movement〉）
ソニックの人気により発生した社会現象。ソニックの自由な暮らしぶりを素敵なライフスタイルと感じた人々が行った。学校や会社を気が向いた時に行く、旅をして帰ってこないなどが起こり社会を困らせた原因になった。
時間停滞化現象（Time Suspension Phenomenon）
人間世界とソニックたちの世界が融合することで起こると懸念された現象。理論的に起こると時が止まり未来が消滅し肉体的死は訪れず同じ時間を延々と暮らすとされている。すなわち進化が止まってしまう。

### 第二部
メタレックス（Metarex）
アニメオリジナルの機械生命体。人間型から動物型に氷などの自然物で出来たものなど能力や姿形は千差万別。正体は侵略者との戦いで2つに分かれたコスモ族のなれの果てである。目的は「静寂なる宇宙の秩序」の為に行動しており、「プラネットエッグ」やカオスエメラルドを集め、カオスエメラルドを複製し、最終目標は「森化プロジェクト」で複製品のカオスエメラルドを使って生物が住めない死の森を広げることである。他の星から来た侵略者、THE ENDや上界からの脅威のない宇宙を作る事で静寂なる宇宙の秩序を作ろうとしている。
コスモ族（Cosmos）
アニメオリジナルの種族。植物型の宇宙人で、男性と女性で姿が違うのが特徴（男性は木を連想する大柄な体格で、女性は花と人間を合わせたような外見）。一般の植物と会話することが可能。またムーバ形態に成長できる（男性は恐竜のような姿に女性は樹木のような姿になる）が、生命エネルギーを使い果たし死んでしまう。メタレックスによってほぼ絶滅した。
かつては惑星グリーンゲイトに暮らしていたが、THE END（ジ・エンド）と呼ばれる宇宙からの脅威により、多くが殺されてしまう。コスモ族の女性のアーシアは他の星への移民計画を考案したが、コスモ族の男性のルクスは、THE ENDや惑星カスケードなどの他の星から来た侵略者たちの存在を許せずにいたことからコスモ族は、ルクス派のTHE ENDに立ち向かう男性とアーシアたち移民計画を推進する女性に二分してしまう。ルクスは大戦末期にプラネットエッグのエネルギーを浴びることでムーバ形態になっても死なないことを突き止めるが、惑星の命を奪うことなのでアーシアに反対される。ルクスは反対を押し切ってムーバの軍団で反撃するもTHE ENDに敗北して、惑星グリーンゲイトは不毛の惑星「ロスト・プラネット」と呼ばれることになる。アーシアたちコスモ族の女性たちはルクス達を見捨て星に核弾頭を落とし、ルクス達共々THE ENDごと道ずれにした。アーシアは星から離れ、宇宙船の航行システムと同化する。一方、生き残ったルクスたちコスモ族の男性は、機械と融合した機械生命体「メタレックス」と化す。
プラネットエッグ（Planet Egg）
アニメオリジナルの物質。「惑星の卵」を意味し惑星のコアでもある。これには膨大な力が存在しており抜き取られた惑星は不毛の惑星と化してしまいいずれ消滅してしまう。元に戻せば速やかに回復する。

## スタッフ
- 原案 - SEGA・ソニックチーム 『月刊コロコロコミック』『別冊コロコロコミック』掲載
- 企画 - SONIC Project
- スーパーバイザー - 西山彰則、前川司郎、飯塚隆
- エクゼクティブプロデューサー - 中裕司
- プロデューサー - 笹村武史（第1期）、松元理人
- アソシエイトプロデューサー - 佐々木絵美
- ストーリーエディター - まさきひろ（第1期）、吉村清子（第2期）[1]
- キャラクター原案 - 上川祐司
- キャラクターデザイン - 平山智
- メカキャラクターデザイン - 森木靖泰
- メカ作画監督 - 渡辺圭祐、亀垣一
- 美術監督 - 飯島由樹子
- 美術設定 - 大河内稔
- 色彩設計 - いわみみか
- 撮影監督 - 羽鳥歩
- CGディレクター - 永田武士
- 編集 - 長谷川久子
- ビデオ編集 - 東京現像所
- 音響監督 - 百瀬慶一（第1期）、三好慶一郎（第2期）[1]
- 音響効果 - 高野寿夫
- 音楽 - 池頼広
- レコーディングエンジニア - 佐藤忠治
- 文芸担当 - 三木孝治
- 制作担当 - 宮本秀晃→（不在）
- アニメーションプロデューサー - 水沼健二
- アニメーション制作 - 東京ムービー
- 監督 - 亀垣一
- 製作 - テレビ東京（第1期）、トムス・エンタテインメント

## 主題歌

### オープニングテーマ
「SONIC DRIVE」（第1話 - 第78話）
作詞 - 相田毅 / 作曲・編曲 - 渡部チェル / 歌 - 影山ヒロノブ & 高取ヒデアキ
ソニックのイメージソング。第1話、第39話などで挿入歌として使用した（第52話ではカラオケバージョンで使用した）。
第27話以降では、オープニングの映像が変更されている。

### エンディングテーマ
「ミ☆ラ☆イ」（第1話 - 第13話）
作詞・作曲・編曲 - 馬場一嘉 / 歌 - RUN&GUN
- 未来のイメージソング。

「光る道」（第14話 - 第39話、第53話 - 第78話）
作詞 - 田口俊 / 作曲・編曲 - 松任谷正隆 / 歌 - 廣重綾
- メインエンディングテーマ。第39話とビデオ・DVD版では第52話で挿入歌として使用した（ビデオ・DVD版の第26話と第39話ではインストバージョンで使用した）。第26話・第77話・第78話は本編に組み込まれた。なお、第39話のみエミーがチーズに入れ替わっていた。

「T.O.P」（第40話 - 第52話）
作詞・歌 - KP / 作曲・編曲 - URU
- ソニックとクールをイメージしたソング。映像がほとんどモノクロで、クレジットの一部が青文字になっている。

### 挿入歌
第1話、第39話などでは「SONIC DRIVE」を使用した（第52話ではカラオケバージョンで使用した）。また、第26話でオフコースの「言葉にできない」が、第52話では「夏の日」と「緑の日々」が挿入歌として使われていた。第38話、第39話では『ソニックアドベンチャー2』の主題歌「LIVE AND LEARN」を使用していた。

## 各話リスト
2期シリーズに分かれてはいるものの、話数はそのままカウントされている。欧米などでは第1話から第26話までが第1期、第27話から第52話までが第2期、そして第53話から第78話までを第3期という場合もあるが、日本では第53話以降が第2期となっている。また、第2期はテレビ東京系列では未放送だったため、国内初放送となった2020年1月6日からのキッズステーションでの放送日を記載している。
アイキャッチはキャラクターやメカの特徴が紹介される。
| 話数                                                         | サブタイトル                    | 脚本                | 絵コンテ     | 演出              | 作画監督                 | 放送日         | アイキャッチ |
| 第1期                                                        | 第1期                           | 第1期               | 第1期        | 第1期             | 第1期                    | 第1期          | 第1期 |
| ------------------------------------------------------------ | ------------------------------- | ------------------- | ------------ | ----------------- | ------------------------ | -------------- | --- |
| エピソード 1                                                 | 超音速ヒーロー登場!             | まさきひろ          | 亀垣一       | 亀垣一            | 平山智                   | 2003年 4月6日  | ソニック・ザ・ヘッジホッグ、サム・スピード                                                                             |
| エピソード 2                                                 | 潜入! エリア99                  | まさきひろ          | 友永和秀     | 古谷渓一郎        | 野口寛明                 | 4月13日        | クリーム・ザ・ラビット、チーズ                                                                                         |
| エピソード 3                                                 | Dr.エッグマンの野望             | まさきひろ          | 増田敏彦     | 小山田桂子        | 宮本佐和子               | 4月20日        | ナックルズ・ザ・エキドゥナ、エミー・ローズ                                                                             |
| エピソード 4                                                 | カオスエメラルドを手に入れろ!   | まさきひろ          | 横田和善     | 佐藤昌文          | 平山智 古池敏也          | 4月27日        | dr.エッグマン、チャック・ソーンダイク                                                                                  |
| エピソード 5                                                 | 激突!! ソニックVSナックルズ     | 吉村清子            | 友永和秀     | 古谷渓一郎        | 野口寛明                 | 5月4日         | クリストファー・ソーンダイク、マイルス "テイルス" パウアー                                                             |
| エピソード 6                                                 | 熱戦! スクール・ウォーズ        | 浦沢義雄            | 祝浩司       | 葛谷直行          | 武内啓                   | 5月11日        | デコー、ボコー |
| エピソード 7                                                 | 大混戦! クリスのホームパーティ  | 北条千夏            | 増田敏彦     | 小山田桂子        | 宮本佐和子               | 5月18日        | エラ、Mr タナカ |
| エピソード 8                                                 | 緊急発進! Xトルネード           | 白石雅彦            | 別所誠人     | 別所誠人          | 平山智                   | 5月25日        | トルネード2、Xトルネード                                                                                               |
| エピソード 9                                                 | 渚のエミー                      | 吉村清子            | 友永和秀     | 古谷渓一郎        | 井口忠一                 | 6月1日         | Eー38（オクトロン）、Eー39（クワイゾン）                                                                               |
| エピソード 10                                                | 激闘! ソニック野球軍            | 三国睦              | 佐藤昌文     | 佐藤昌文          | 古池敏也                 | 6月8日         | 10:ボックン（メッセンジャーロボ）、Eー21（ボリオス）                                                                   |
| エピソード 11                                                | 美しき怪盗ルージュ              | まさきひろ          | 増田敏彦     | 小山田桂子        | 宮本佐和子               | 6月15日        | ルージュ・ザ・バット、Eー70（ノイジー）                                                                                |
| エピソード 12                                                | エッグマン基地 総攻撃!（前編）  | まさきひろ          | 葛谷直行     | 葛谷直行          | 武内啓                   | 6月22日        | 12:エックスサイクロン、Eー35（ファンファンファン）                                                                     |
| エピソード 13                                                | エッグマン基地 総攻撃!（後編）  | まさきひろ          | 木村哲       | 久保山えい一      | 平山智 横手博人          | 6月29日        | ダニエル、Eー18（ガラハド）                                                                                            |
| エピソード 14                                                | 英雄ソニックを追え!             | 浦沢義雄            | 八崎健二     | 小山田桂子        | 野口寛明                 | 7月6日         | ヘレン、フランシス |
| エピソード 15                                                | 移動要塞エッグフォート襲来!     | 吉村清子            | 増田敏彦     | 石川敏清          | 能地清                   | 7月13日        | エッグフォート、Eー42（トロール）                                                                                      |
| エピソード 16                                                | 目指せ! 南海の沈没船            | 北条千夏            | 佐藤昌文     | 佐藤昌文          | 古池敏也                 | 7月20日        | カニ、Eー57（クラーケン）                                                                                              |
| エピソード 17                                                | ナックルズ! 怒りの鉄拳          | 白石雅彦            | 増田敏彦     | 木村寛            | 村上勉                   | 7月27日        | ホーク、Eー91（クノイチ）                                                                                              |
| エピソード 18                                                | サバンナの大決闘!               | まさきひろ          | 葛谷直行     | 森脇まこと        | 桜井木の実               | 8月3日         | チータ、Eー65（ゴルガ）                                                                                                |
| エピソード 19                                                | 古城の亡霊キングブーブ          | まさきひろ          | 増田敏彦     | 小山田桂子 沈相日 | 朴起徳                   | 8月10日        | ブー、キングブーブ |
| エピソード 20                                                | 出撃! エッグフォートII          | まさきひろ          | 亀垣一       | 原田奈奈          | 平山智                   | 8月17日        | ババン号、バババン号                                                                                                   |
| エピソード 21                                                | スピード勝負! ソニックVSサム    | 浦沢義雄            | 増田敏彦     | 岡崎幸男          | 村上勉                   | 8月24日        | ロケットカー、Eー45（ドスコイ）                                                                                        |
| エピソード 22                                                | 夏休み・チャオ〜な観察日記      | 吉村清子            | 佐々木皓一   | 佐藤昌文          | 古池敏也                 | 8月31日        | Eー66（ダダイオー）、チャオ                                                                                            |
| エピソード 23                                                | 大混乱! 6カオスエメラルド       | 北条千夏            | 増田敏彦     | 小山田桂子 沈相日 | 朴起徳                   | 9月7日         | バン号、Eー74（ウィゾー）                                                                                              |
| エピソード 24                                                | 暴走ソニック! 捕獲大作戦        | 白石雅彦            | 祝浩司       | 森脇まこと        | 南伸一郎                 | 9月14日        | Eー88（イダテンバード）、エッグフォートII                                                                              |
| エピソード 25                                                | 最後のカオスエメラルド          | まさきひろ          | 増田敏彦     | 岡崎幸男          | 村上勉                   | 9月21日        | Eー77（ラッキー）、トパーズ                                                                                            |
| エピソード 26                                                | 誕生! スーパーソニック          | まさきひろ          | 亀垣一       | 亀垣一            | 平山智                   | 9月28日        | Eー99（エッグエンペラー）                                                                                              |
| （欧米では第2期）                                            |                                 |                     |              |                   |                          |                | |
| エピソード 27                                                | 災いのはじまり                  | 吉村清子            | 横田和善     | 横田和善          | 高木信一郎 粉川剛 高梨光 | 10月5日        | ビッグ、カオス |
| エピソード 28                                                | 謎の生命体カオス                | 吉村清子            | 菊池一仁     | 佐藤昌文          | 古池敏也                 | 10月12日       | エッグホーネット、カオス 4                                                                                             |
| エピソード 29                                                | 囚われのエミー                  | 北条千夏            | 増田敏彦     | 小山田桂子 沈相日 | 崔宇植                   | 10月19日       | E-102"γ"（ガンマ）、カエルくん                                                                                         |
| エピソード 30                                                | エッグキャリアの戦い            | 浦沢義雄            | まさきひろ   | 矢崎しげる        | 山崎猛                   | 10月26日       | カエッグキャリア、カオス 6                                                                                             |
| エピソード 31                                                | さすらいのガンマ                | 白石雅彦            | 森脇まこと   | 森脇まこと        | 南伸一郎                 | 11月2日        | リリィ、E-101「改」 |
| エピソード 32                                                | パーフェクトカオスの叫び        | 白石雅彦            | 平野俊貴     | 原田奈奈          | 平山智                   | 11月9日        | ティカル、パーフェクトカオス                                                                                           |
| エピソード 33                                                | プロジェクト・シャドウの謎      | まさきひろ          | 増田敏彦     | 小山田桂子 嚴上鎔 | 朴起徳                   | 11月16日       | エッグモービル、プロフェッサー・ジェラルド・ロボトニック                                                               |
| エピソード 34                                                | 逃亡者ソニック                  | 白石雅彦            | 菊池一仁     | 佐藤昌文          | 古池敏也                 | 11月23日       | ビッグフット、ホットショット                                                                                           |
| エピソード 35                                                | プリズンアイランドからの脱出    | 北条千夏            | 松浦錠平     | 福島一三          | 興村忠美                 | 11月30日       | レーザーハンター、フライングドッグ                                                                                     |
| エピソード 36                                                | 宇宙からの脅迫                  | まさきひろ          | 奥田誠治     | 矢崎しげる        | 川口敬一郎 金相曄        | 12月7日        | アーク、エッグゴーレム                                                                                                 |
| エピソード 37                                                | スペースコロニー・アークの戦い  | 吉村清子            | 増田敏彦     | 榎本守            | 鈴木伸一                 | 12月14日       | シャドウ・ザ・ヘッジホッグ、マリア・ロボトニック                                                                       |
| エピソード 38                                                | マリアの願い、みんなの願い      | 吉村清子            | 平野俊貴     | 原田奈奈          | 平山智                   | 12月21日       | バイオリザード、ファイナルリザード                                                                                     |
| エピソード 39                                                | カオティクス探偵事務所          | 浦沢義雄            | 亀垣一       | 森脇まこと        | 南伸一郎                 | 12月28日       | チャーミー・ビー、カオティクス                                                                                         |
| エピソード 40                                                | エッグマン株式会社              | まさきひろ          | 浅見松雄     | 佐藤昌文          | 古池敏也                 | 2004年 1月4日  | ヴァニラ・ザ・ラビット、スカーレット・ガルシア                                                                         |
| エピソード 41                                                | 光をわれらに!!                  | まさきひろ          | えがみきよし | 榎本守            | 鈴木伸一 清水恵蔵        | 1月11日        | ジェローム・ワイズ、クリスティーナ・クーパー                                                                           |
| エピソード 42                                                | エミー愛の逃避行!?              | 吉村清子            | 奥田誠治     | 矢崎しげる        | 金相曄 智東載            | 1月18日        | エメル、ドカドカ タンク                                                                                                |
| エピソード 43                                                | 家電大パニック!!                | まさきひろ          | 松浦錠平     | 松浦錠平          | 興村忠美                 | 1月25日        | ミランダ・カーチス、家電ロボ                                                                                           |
| エピソード 44                                                | おかしなおかしなスパイ大作戦    | 浦沢義雄            | 平野俊貴     | 原田奈奈          | 平山智                   | 2月1日         | スチュワートカー、エッグスパイダー                                                                                     |
| エピソード 45                                                | ソニックバトル・開催!!          | まさきひろ 北条千夏 | 水原正則     | 前島健一          | 鈴木伸一                 | 2月8日         | エマー・ジョンソン、ネクスト                                                                                           |
| エピソード 46                                                | ソニックバトル・決勝!!          | まさきひろ 北条千夏 | 菊池一仁     | 横田和善          | 山崎澄夫                 | 2月15日        | ナックルズ、クリーム                                                                                                   |
| エピソード 47                                                | 緯度0大決戦!!                   | 白石雅彦            | 森脇まこと   | 森脇まこと        | 南伸一郎                 | 2月22日        | アツミ博士、エッグ大魔艦                                                                                               |
| エピソード 48                                                | ソニック対地底怪獣              | 白石雅彦            | 奥田誠治     | 山口美浩          | 高木信一郎 宇津木勇      | 2月29日        | モスマッキン、モングラアン                                                                                             |
| エピソード 49                                                | 世界が静止する日                | 白石雅彦            | えがみきよし | 榎本守            | 鈴木伸一                 | 3月7日         | マイルス・テイルス¨パウアー、ロボトニック                                                                              |
| エピソード 50                                                | 別れの朝                        | 北条千夏            | 平野俊貴     | 古川政美          | 古池敏也                 | 3月14日        | エミー・ローズ、ルージュ・ザ・バット                                                                                   |
| エピソード 51                                                | クリスの長い旅                  | 吉村清子            | 水原正則     | 高橋滋春          | 小田仁                   | 3月21日        | ネルソン・ソーンダイク、リンゼー・ソーンダイク                                                                         |
| エピソード 52                                                | 風の思い出                      | 浦沢義雄            | 亀垣一       | 亀垣一            | 平山智                   | 3月28日        | なし |
| 第2期（欧米では第3期、放送日はキッズステーションでの放送日） |                                 |                     |              |                   |                          |                | |
| エピソード 53                                                | 流星雨の使者                    | 吉村清子            | 平野俊貴     | 熨斗谷充孝        | 未公開                   | 2020年 3月25日 | コスモ、メタレックス・キャリアー                                                                                       |
| エピソード 54                                                | 宇宙船ブルータイフーン号        | 吉村清子            | 水原正則     | 広嶋秀樹          | 未公開                   | 3月26日        | メタレックス・スパイク、ブルータイフーン号                                                                             |
| エピソード 55                                                | 水の惑星ハイドー                | まさきひろ          | 奥田誠治     | 古川政美          | 未公開                   | 3月27日        | メタレックス・ギルマン、ギルマンのボス                                                                                 |
| エピソード 56                                                | Dr.エッグマン参戦!              | まさきひろ          | 水原正則     | 鈴木卓夫          | 未公開                   | 3月31日        | メタレックスジャンピー、エッグマーズ                                                                                   |
| エピソード 57                                                | アイスパレスの戦い!             | 白石雅彦            | 奥田誠治     | 棚橋一徳          | 未公開                   | 4月1日         | メタレックス・ギガテイル、メタレックス・クリスタル                                                                     |
| エピソード 58                                                | 乙女のジャングルトラップ        | 吉村清子            | 奥田誠治     | 原田奈奈          | 未公開                   | 4月2日         | メタレックス・キングエイプ、エッグ・ビー                                                                               |
| エピソード 59                                                | カオティクス、宇宙へ行く        | 浦沢義雄            | 水原正則     | 広嶋秀樹          | 未公開                   | 4月3日         | カオティクス探偵事務所（ベクター・ザ・クロコダイル、エスピオ・ザ・カメレオン、チャーミー・ビー）、カオティクスの宇宙船 |
| エピソード 60                                                | シャドウ・リバース              | 白石雅彦            | 奥田誠治     | 古川政美          | 未公開                   | 4月6日         | ホビドン人、メタレックス・ティザード                                                                                   |
| エピソード 61                                                | メタレックス戦艦襲来!           | まさきひろ          | 水原正則     | 鈴木卓夫          | 未公開                   | 4月7日         | 小惑星宇宙船、メタレックス・ヘルシップ                                                                                 |
| エピソード 62                                                | 地下渓谷の秘密                  | 吉村清子            | 増田敏彦     | 熨斗谷充孝        | 未公開                   | 4月8日         | コスモの姉、メタレックス・バイパー                                                                                     |
| エピソード 63                                                | 宇宙要塞メタルプラント          | まさきひろ          | 平野俊貴     | 原田奈奈          | 未公開                   | 4月9日         | メタレックス・ペンチヘッド、メタレックス・プテラノ                                                                     |
| エピソード 64                                                | 激突! ソニックVSシャドウ        | 吉村清子            | 奥田誠治     | 広嶋秀樹          | 未公開                   | 4月10日        | レッド・パイン、レッド・パインの戦艦                                                                                   |
| エピソード 65                                                | カオティクス 電撃ラブラブ大作戦 | 白石雅彦            | 水原正則     | 古川政美          | 未公開                   | 4月13日        | ペール・ベイリーフ、ペールベイリーフの戦艦                                                                             |
| エピソード 66                                                | 銀河回廊をわたれ!               | まさきひろ          | 奥田誠治     | のがみかずお      | 未公開                   | 4月14日        | イエロー・ゼルコヴァ、イエローゼルコヴァの戦艦                                                                         |
| エピソード 67                                                | ブラック・トラップ              | 浦沢義雄            | 亀垣一       | 亀垣一            | 未公開                   | 4月15日        | ブラックナル・キッソス、ブラックナル・キッソスの戦艦                                                                   |
| エピソード 68                                                | こわれた星の上で                | 吉村清子            | 平野俊貴     | 熨斗谷充孝        | 未公開                   | 4月16日        | モリー、レオン |
| エピソード 69                                                | お願いマルモリン!               | 吉村清子            | 奥田誠治     | 広嶋秀樹          | 未公開                   | 4月17日        | マルモリン星人（ルー、モモ、リリン）、ガーナ                                                                           |
| エピソード 70                                                | エッグマン艦隊現る!             | 白石雅彦            | 水原正則     | 古川政美          | 未公開                   | 4月20日        | 所属不明機、メタレックス大母艦                                                                                         |
| エピソード 71                                                | カフェ・カオティクス            | まさきひろ          | 奥田誠治     | 鈴木卓夫          | 未公開                   | 4月21日        | 量産型メタレックス艦、クリムゾンエッグ                                                                                 |
| エピソード 72                                                | メタレックスの正体!?            | 吉村清子            | 奥田誠治     | 熨斗谷充孝        | 未公開                   | 4月22日        | ルージュ専用機、メタレックス戦闘機                                                                                     |
| エピソード 73                                                | 暗殺者シャドウ!                 | 白石雅彦            | 原田奈奈     | 原田奈奈          | 未公開                   | 4月23日        | ダーク・オーク、ダーク・オークの戦艦                                                                                   |
| エピソード 74                                                | ロスト・プラネット              | 吉村清子            | 水原正則     | 広嶋秀樹          | 未公開                   | 4月24日        | ルクス、アーシア |
| エピソード 75                                                | 森化の日                        | 白石雅彦            | 奥田誠治     | 古川政美          | 未公開                   | 4月27日        | エミー専用機、クリーム専用機                                                                                           |
| エピソード 76                                                | 決戦! ダーク・オーク            | 吉村清子            | 奥田誠治     | 斉藤豊            | 未公開                   | 4月28日        | 惑星アクリウス、ファイナルムーバ                                                                                       |
| エピソード 77                                                | 君のためにできること            | 吉村清子            | 水原正則     | 熨斗谷充孝        | 未公開                   | 4月29日        | スーパーシャドウ、スーパーソニック                                                                                     |
| エピソード 78                                                | 星の生まれるところ              | 吉村清子            | 亀垣一       | 亀垣一            | 未公開                   | 4月30日        | クリストファー・ソーンダイク、ソニック・ザ・ヘッジホッグ                                                               |

## 映像ソフト
第1期のビデオ・DVD版も販売され、第1巻は一部のシーンで本放送時とは違う映像表現を用いた第1話が収録された。
ちなみに第1巻から第10巻までのDVDは通常版の他に、特典映像がいくつか追加されたHi-Spec版が発売されている。
日本での2期の映像ソフトは未発売ではあるが一部の海外などでは発売されている。

## 放送局
| 放送地域       | 放送局         | 放送期間                     | 放送日時[5]        | 系列           | 備考   |
| -------------- | -------------- | ---------------------------- | ------------------ | -------------- | ------ |
| 関東広域圏     | テレビ東京     | 2003年4月6日 - 2004年3月28日 | 日曜 8:30 - 9:00   | テレビ東京系列 | 製作局 |
| 北海道         | テレビ北海道   | 2003年4月6日 - 2004年3月28日 | 日曜 8:30 - 9:00   | テレビ東京系列 |        |
| 愛知県         | テレビ愛知     | 2003年4月6日 - 2004年3月28日 | 日曜 8:30 - 9:00   | テレビ東京系列 |        |
| 大阪府         | テレビ大阪     | 2003年4月6日 - 2004年3月28日 | 日曜 8:30 - 9:00   | テレビ東京系列 |        |
| 岡山県・香川県 | テレビせとうち | 2003年4月6日 - 2004年3月28日 | 日曜 8:30 - 9:00   | テレビ東京系列 |        |
| 福岡県         | TVQ九州放送    | 2003年4月6日 - 2004年3月28日 | 日曜 8:30 - 9:00   | テレビ東京系列 |        |
| 青森県         | 青森朝日放送   |                              | 水曜 16:00 - 16:30 | テレビ朝日系列 |        |
| 宮城県         | 仙台放送       |                              | 金曜 15:30 - 16:00 | フジテレビ系列 |        |
| 静岡県         | 静岡放送       |                              | 土曜 6:00 - 6:30   | TBS系列        |        |
| 岐阜県         | 岐阜放送       |                              | 火曜 19:30 - 20:00 | 独立局         |        |
| 滋賀県         | びわ湖放送     |                              | 月曜 7:30 - 8:00   | 独立局         |        |
| 奈良県         | 奈良テレビ     |                              | 月曜 7:30 - 8:00   | 独立局         |        |
| 和歌山県       | テレビ和歌山   |                              | 日曜 8:00 - 8:30   | 独立局         |        |
| 長崎県         | 長崎国際テレビ |                              | 金曜 15:55 - 16:25 | 日本テレビ系列 |        |

## 日本国内での第2期の扱い
第2期（第53話以降）は2005年に欧米などで放送されたが、日本のテレビ東京系列では放送されなかった。ビデオ・DVD版にも収録されなかったため、日本国内においての第2期は長らく未公開であった。
2009年8月6日より、東京ムービーONLINE（現：ムービースクエア）を始めとした動画配信サイトで、第2期を含めた日本語版全78話のweb配信が始まり、欧米での放送から4年の歳月を経て、日本国内で第2期を視聴することが可能となった。
2020年1月6日からのキッズステーションでの再放送は、全78話の国内初放送となった。
また、2020年3月27日頃より国内大手配信サイトのドコモ・アニメストアにて78話分の定額視聴が可能になるなど、順次国内での視聴環境は整いつつある。